# Asiatosaurus
L'asiatosauro (gen. Asiatosaurus) è un dinosauro erbivoro appartenente ai sauropodi. Visse nel Cretaceo inferiore (Valanginiano/Albiano, tra 135 e 105 milioni di anni fa). I suoi resti sono stati ritrovati in Mongolia e in Cina, ma l'identità è dubbia.

## Classificazione
Questo dinosauro è noto solo attraverso alcuni denti fossili, descritti per la prima volta da Henry Fairfield Osborn nel 1924 e provenienti dalla Mongolia. I denti, a forma di cucchiaio, erano simili a quelli dell'americano Camarasaurus, e per lungo tempo Asiatosaurus fu attribuito alla famiglia dei camarasauridi. In realtà i denti di Asiatosaurus assomigliano soprattutto a quelli di Euhelopus, un altro sauropode asiatico meglio conosciuto, ed è possibile che siano da attribuire a quest'ultimo genere. Oltre alla specie tipo (Asiatosaurus mongoliensis), è nota anche una specie cinese, A. kwangshiensis, sempre basata su denti fossili e descritta nel 1975; tuttavia, non vi è alcun motivo per cui queste specie appartengano al medesimo genere, se non la vaga rassomiglianza tra la forma dei denti.